# Бузатівська сільська рада
Буза́тівська сільська рада (рос. Бузатовский сельский совет) — муніципальне утворення у складі Стерлібашевського району Башкортостану, Росія. Адміністративний центр — село Бузат.

## Населення
Населення — 788 осіб (2019, 1068 в 2010, 1284 в 2002).

## Склад
До складу поселення входять такі населені пункти:
| Населений пункт          | Населення, осіб (2002) | Населення, осіб (2010) |
| ------------------------ | ---------------------- | ---------------------- |
| Бузат, село              | 784                    | 722                    |
| Галей-Бузат, присілок    | 57                     | 8                      |
| Карамали-Бузат, присілок | 18                     | 10                     |
| Малий Бузат, присілок    | 82                     | 50                     |
| Старолюбино, присілок    | 34                     | 14                     |
| Учуган-Асаново, присілок | 309                    | 264                    |